# 承久記
『承久記』（じょうきゅうき）は、承久3年（1221年）後鳥羽上皇の挙兵によって起こされた承久の乱を記した公武の合戦記である。『承久軍物語（じょうきゅういくさものがたり）』『承久兵乱記』（同名異書あり）などとも呼ばれる。保元・平治・平家と続く「四部之合戦書」の最後の戦記物で鎌倉武士が王朝を崩壊に追い込むさまと、封建体制確立の過程をえがいている。作品の評価は完成度の点で高くないとされるが、後鳥羽院の描いた王政復古の夢をやや批判的に首尾一貫した姿勢で書いている。

## 成立と内容
『承久記』は異本が多く、諸本によって成立年代には差がある。もっとも古いものとされる「慈光寺本」の成立は鎌倉中期頃と推定される。他に「古活字本」（流布系）「前田家本」「承久兵乱記」「承久軍物語」などがあり、文体はすべて和漢混淆体である。「承久軍物語」（全6巻）を除き、上下2巻。作者は未詳。
『承久記』と思われる軍記物の初見は洞院公定の『公定公記』応永7年（1374年）4月21日条に見え、『平家勘文録』などの複数の史料に『保元物語』『平治物語』『平家物語』『承久記』の四つを「四部合戦状」（しぶがっせんじょう）（あるいは「四部之合戦書」）と呼んでいたことを見ることができる。『承久記』はこの「四部合戦状」の最後にあたる。
内容は「慈光寺本」を除くと、後鳥羽上皇の記述から始まり、土御門上皇の配流に終っている。「慈光寺本」の冒頭は、仏教的な書き出しと、内容で他のものとは若干の思想的な違いがある。その「慈光寺本」を除くと『承久記』は後鳥羽上皇に対して批判的な記述が多く、「古活字本」には「賢王・聖主の直なる御政に背き、横しまに武芸を好ませ給ふ」とさえ書いてある。代わって北条義時に対して好意的に見ている。

## 諸本
慈光寺本
もっとも成立が早いとされる。鎌倉中期頃の成立で、山城国の慈光寺に伝わったとされることから、慈光寺本と呼ばれる。『承久記』の流布本とは内容、思想的な違いが見え、序文で仏説に基づき、日本における神武天皇以来のそれまでの国王兵乱について述べてから承久の乱への記述を始める。他にも承久の乱に対する後鳥羽上皇の姿勢が流布本に描かれる姿より消極的である、宇治合戦の記述がないなど、流布系と記事の内容が違う場面がいくつか見られる。水戸彰考館が原本を所蔵。他に東京大学史料編纂所や慶應義塾大学にもある。
古活字本（流布本）
元和4年（1618年）刊行の古活字本などがある。後鳥羽上皇の専制、三代将軍実朝の暗殺、合戦の原因・経緯などを述べて、土御門上皇の阿波国配流までを書く。内閣文庫、天理図書館などが所蔵。記述の一部には、『六代勝事記』からの引用と思われる同内容のものがあり、漢籍などを引用して後鳥羽上皇に対する批判が書かれる。一説に原型となった慈光寺本『承久記』に『六代勝事記』の思想を受容して流布本が成立したものとする意見がある。
承久兵乱記
『続群書類従』（合戦部）所収。上下2巻。ほとんどが仮名書き。流布系『承久記』と若干内容が違う場面があり、『吾妻鏡』からの補入があるとの指摘もある。鎌倉後期～南北朝期にかけての成立と見られる。
承久軍物語
江戸中期の成立。流布系古活字本に『吾妻鏡』の記事を補入した絵詞物。作者未詳。

## 刊行
承久記
- 「保元物語・平治物語・承久記」正宗敦夫編纂・校訂　日本古典全集 昭3　文庫版
- 「国史叢書」（国史研究会）　古活字本、慈光寺本、前田家本、承久軍物語を収録
- 「新撰日本古典文庫」（現代思潮社）　松林靖明校注　古活字本、慈光寺本を収録。注釈付き。
- 「新日本古典文学大系43」（岩波書店）　古活字本、慈光寺本を収録。保元物語・平治物語を併収

承久兵乱記
- 「承久兵乱記」（おうふう）　村上光徳編　注釈、解説付き